# エウノミアー
エウノミアー（古希: Εὐνομία、古代ギリシア語ラテン翻字: Eunomíā）は、ギリシア神話に登場する女神で、季節を司るホーライの1人である。長母音を省略してエウノミアとも表記される。ゼウスとテミスの娘で、ディケー、エイレーネーと姉妹。秩序を司るという。